# Tillandsia turneri
Tillandsia turneri là một loài thuộc chi Tillandsia. Đây là loài bản địa của Venezuela.